# (2941) Alden
Alden és l'asteroide número 2941. Va ser descobert per l'astrònom Clyde Tombaugh des de l'observatori de Flagstaff (Arizona, Estats Units), el 24 de desembre de 1930. La seva designació provisional era 1930 YV.